# 佐藤タツエ
佐藤 タツエ（さとう タツエ、1933年〈昭和8年〉11月10日 - 2003年〈平成15年〉12月31日）は、日本のアイヌ文化伝承者。かつて東京都に存在したアイヌ料理専門店「レラ・チセ」の元店長。継父は同じくアイヌ文化伝承者の山本多助。

## 経歴
北海道帯広市で、アイヌ民族として誕生した。幼少時に父が死去し、母の再婚相手が山本多助であった。
離婚後に仕事を求めて、1964年（昭和39年）に上京。北海道には各地にあった生活館のような拠り所が関東にはなかったことで、アイヌの権利回復を目的とし、東京周辺のアイヌたちと共に、1973年（昭和48年）に「東京ウタリ会」、1980年（昭和55年）に「関東ウタリ会」を結成した。1983年（昭和58年）には、アイヌ文化の継承を目的とする「レラの会」を結成して、1991年（平成3年）から会長を務めた。
「食を通じて民族への理解を広げたい」との想いから、1994年（平成6年）5月、東京初となるアイヌ料理専門店「レラ・チセ」を早稲田に開店し、店長として店を切り盛りした。北海道直送の素材を生かしたメニューを提供すると共に、アイヌ語教室など民族文化継承の場としても活用された。
1999年（平成11年）に直腸癌を患い、店の経営が困難となった。病身の最中にも2003年（平成15年）7月に、山本多助の没後10年を記念した『阿寒国立公園とアイヌの伝説』の復刻に尽力した。
タツエの歌をCDに収める計画が持ち上がったが、その寸前に入院を強いられた。2004年（平成16年）12月31日、茨城県美浦村の病院で、直腸癌のため死去した。
レラの会の世話人である丹波二三夫によれば、幼少時からアイヌとして虐めを受けるなど苦労もあったが、虐めた相手を逆に追いかけていくような性格だったという。自身も「戦中に朝鮮人の子供に馬鹿にされ、『アイヌ!』『朝鮮!』と罵り合って、取っ組み合いの喧嘩をした」と語っていた。レラの会の会員女性たちからは「ゴッドママ」の愛称で親しまれていた。